# Argos (Indiana)
Argos ist eine Town mit 1777 Einwohnern (Stand 2020) im Marshall County des US-Bundesstaats Indiana.

## Geographie
Argos liegt auf 41 Grad 14' 16" (41,237732) nördlicher Breite und 86 Grad 14' 46" (86,245976) westlicher Länge. Die Stadt weist eine Gesamtfläche von 1,8 km² auf, die vollständig Landfläche sind.

## Bevölkerung
Die Bevölkerungsstatistik weist für 2000 1613 Einwohner, 615 Haushalte und 432 Familien nach. Die Bevölkerungsdichte beträgt 896,1 Einwohner pro km².
98,57 % der Bevölkerung sind Weiße, während 1,3 % lateinamerikanischer Abstammung sind. 30,8 % der Bevölkerung ist jünger als 18 Jahre, 8,8 % ist 18–24 Jahre, 30,4 % ist 25–44, 19,2 % ist 45–64 und 10,8 % ist 65 Jahre oder älter.
Das Durchschnittseinkommen pro Haushalt in Argos ist $35.500, eine Familie verdient im Schnitt $41.190. Männer verdienen im Schnitt $34.286 im Vergleich zu Frauen, die durchschnittlich nur $21.250 verdienen. Das mittlere Einkommen pro Kopf liegt bei $15.643. 11,5 % der Bevölkerung befindet sich unter der Armutsgrenze.

## Söhne und Töchter der Stadt
- Dwight Winenger (* 1936), Komponist, Maler und Bildhauer